# Кендалл, Элизабет
Эли́забет Ке́ндалл (англ. Elizabeth Kendall), настоящее имя — Эли́забет Клёпфер (англ. Elizabeth Kloepfer); 1945, штат Юта) — американская писательница, наиболее известная своими многолетними отношениями с серийным убийцей Тедом Банди, которые легли в основу её мемуаров «Призрачный принц: Моя жизнь с Тедом Банди» (1981).

## Биография
Элизабет Клёпфлер родилась в 1945 году и выросла в штате Юта. После неудачного брака с мужчиной, от которого у неё в 1966 году родилась дочь Молли, она переехала в Сиэтл, где устроилась на работу секретарём в Вашингтонский Университет. 
В 1969 году она познакомилась с Тедом Банди. Банди принял трёхлетнюю Молли и фактически стал её отчимом. Пара то сходилась, то расставалась; на протяжении их общения у Банди были другие женщины. Тем не менее, в 1973 году Банди и Клёпфер обручились, но официально свои отношения так и не зарегистрировали. С 1974 года поведение Банди началось меняться — он иногда на многие дни и недели исчезал из дома. Как выяснилось позднее, начиная с этого года, Банди убил около 30 молодых женщин в разных городах и штатах (ещё несколько убийств 1969 и 1971 года вменялись Банди в вину, но так и не были доказаны). Знала ли она об этой стороне жизни своего спутника, так и осталось невыясненным. 
Начиная с 1975 года, Банди несколько раз арестовывали, но каждый раз отпускали из-за недостаточности улик. После очередного ареста он всякий раз возвращался к Клёпфер и они проводили какое-то время вместе. Наконец, в 1978 году он был окончательно арестован в Пенсаколе, штат Флорида. После ареста единственное, о чём он попросил в обмен на добровольное признание, было разрешение говорить по телефону с Клёпфер. Позднее он был приговорён к смертной казни, которая была приведена в исполнение в 1989 году. 
В 1981 году Клёпфер опубликовала под псевдонимом Элизабет Кендалл свои воспоминания о жизни с Банди под заголовком «Призрачный принц: Моя жизнь с Тедом Банди».

## В кинематографе
В 2019 году на основании истории Теда Банди и книги Кендалл режиссёром Джо Берлингером был снят фильм «Красивый, плохой, злой» с Заком Эфроном в роли Банди и Лили Коллинз в роли Клёпфер.
В этом же году Netflix выпустил документальный сериал «Беседы с убийцей: Записи Теда Банди» посвящённый 30-летию с казни маньяка. Режиссёром и сценаристом также выступил Джо Берлингер. А Элизабет Клёпфер приняла участие в съёмках наряду с другими участниками событий тех лет.
В 2020 году  Элизабет вместе с дочерью Молли приняла участие в съёмках документальных мини-сериала от Amazon «Тед Банди: Влюбиться в убийцу», где изложили свою точку зрения на происходившие события.